# Janet Souto
Janet Souto (22 november 1967) is een tennisspeelster uit Spanje.
Souto werd geboren in Caracas, Venezuela, en verhuisde met haar ouders en zus naar Spanje.
In 1988 speelde ze samen met haar zus Ninoska Souto de halve finale van de Spanish Open.
Op het vrouwendubbeltoernooi van Roland Garros 1992 speelt zij haar eerste grandslamtoernooi.